# Clostera semilunata
Clostera semilunata är en fjärilsart som beskrevs av Sergius G. Kiriakoff 1971. Clostera semilunata ingår i släktet Clostera och familjen tandspinnare. Inga underarter finns listade i Catalogue of Life.